# Diósgyőri VTK-B
A Diósgyőri VTK – B (Diósgyőr-Vasgyári Testgyakorlók Köre) a magyar NB III. egyik részt vevő labdarúgócsapata Miskolcról. A Diósgyőri VTK tartalékcsapata, fiatal labdarúgókból áll. A csapat a 2007–2008-as szezonban szerepelt először a magyar bajnokságban, akkor a Tisza-csoportba osztották be a fiatalokat. A második NB III-as évadban a feljutást tűzték ki célul. Végül a harmadik szezon után a csapat megszűnt, mivel a felnőtt csapat kiesett az első osztályból. A nagycsapat újbóli elsőosztályú szereplésekor újraszerveződött, ám ezúttal a Mátra-csoport csapatai közé.

## Keret
Az NB III-ban pályára lépő csapat három részből áll össze: az első keretben számításba nem vett labdarúgók, az NB III-as keret tagjai és az U19-es keret tagjai. Pályára csak 1989. január 1. után született labdarúgók léphetnek, kivéve 3 mezőnyjátékost és 1 kapust.

### Az NB III-as keret
Rakaczki Bence (kapus)

 Czégel Máté

 Czető Márk

 Demkó Balázs

 Eperjesi Gábor

 Fazekas Péter

 Götz Gergő

 Somogyi Szabolcs

 Szabó Dávid

 Szaszkó Máté

 Zinger Tamás

## Stadion
A csapat a meccseit a Hejőcsabai Holcim Sporttelepen játszotta 2009-ig, 2010-től a DVTK Stadion műfüves pályáján fogadják az ellenfeleiket.

## Eredmények
- NB III.
  - 4. hely 2007-2008
  - 6. hely 2008-2009
  - 7. hely 2009-2010
  - 2. hely 2011-2012

## Korábbi edzők, szakvezetők
- Földesi Károly: 2007-2008
- Deák István: 2008-2009
- Földesi Károly: 2009-2010
- Bocsi Zoltán: 2011-

## Támogatók
- Mez, sportszer: Nike
- Főszponzor: -
- Mezszponzorok: -
- Támogatók: Duna TV, Borsodweb[2]